# Limonade (ort)
Limonade är en ort i Haiti.   Den ligger i departementet Nord, i den norra delen av landet, 130 km norr om huvudstaden Port-au-Prince. Limonade ligger 22 meter över havet och antalet invånare är 3 810.
Terrängen runt Limonade är platt norrut, men söderut är den kuperad. Terrängen runt Limonade sluttar norrut. Runt Limonade är det ganska tätbefolkat, med 222 invånare per kvadratkilometer. Närmaste större samhälle är Okap, 12,9 km nordväst om Limonade. Omgivningarna runt Limonade är en mosaik av jordbruksmark och naturlig växtlighet.